# Периньяк (Шаранта)
Перинья́к (фр. Pérignac) — коммуна во Франции, находится в регионе Пуату — Шаранта. Департамент — Шаранта. Входит в состав кантона Бланзак-Поршрес. Округ коммуны — Ангулем.
Код INSEE коммуны — 16258.
Коммуна расположена приблизительно в 420 км к юго-западу от Парижа, в 130 км южнее Пуатье, в 22 км к югу от Ангулема.

## Население
Население коммуны на 2008 год составляло 530 человек.
| 1962 | 1968 | 1975 | 1982 | 1990 | 1999 | 2008 |
| ---- | ---- | ---- | ---- | ---- | ---- | ---- |
| 528  | 501  | 467  | 430  | 475  | 485  | 530  |

## Администрация
| Период | Период | Фамилия        | Партия | Примечания |
| ------ | ------ | -------------- | ------ | ---------- |
| 1999   | 2005   | Франсис Жиру   |        |            |
| 2005   |        | Кристиан Матра |        | лётчик     |

## Экономика
В 2007 году среди 345 человек в трудоспособном возрасте (15—64 лет) 250 были экономически активными, 95 — неактивными (показатель активности — 72,5 %, в 1999 году было 71,1 %). Из 250 активных работали 221 человек (123 мужчины и 98 женщин), безработных было 29 (12 мужчин и 17 женщин). Среди 95 неактивных 36 человек были учениками или студентами, 33 — пенсионерами, 26 были неактивными по другим причинам.

## Достопримечательности
- Церковь Сен-Жерве — Сен-Проте (XII век). Памятник истории с 1907 года[3]

## Фотогалерея

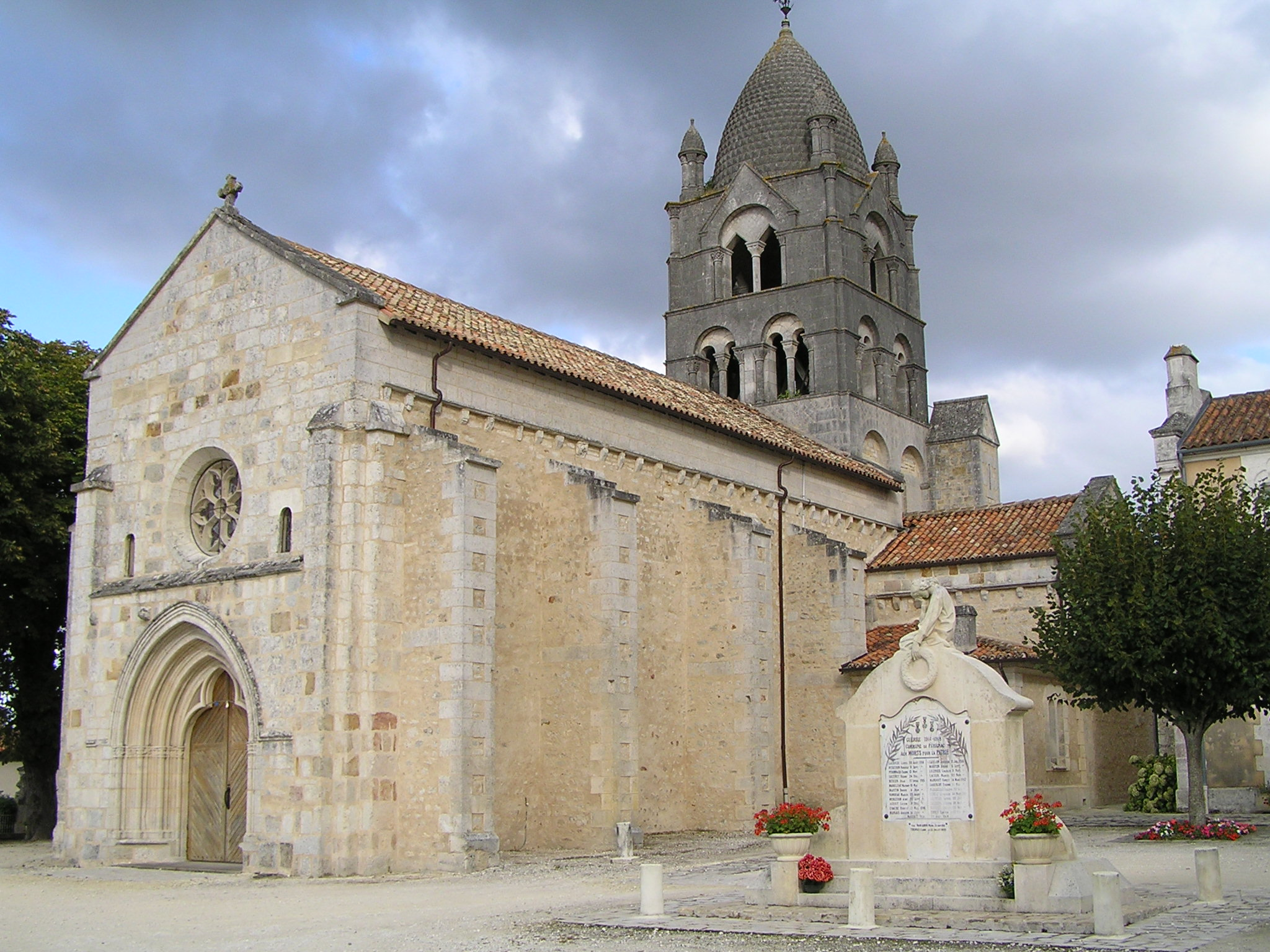
Церковь Сен-Жерве — Сен-Проте
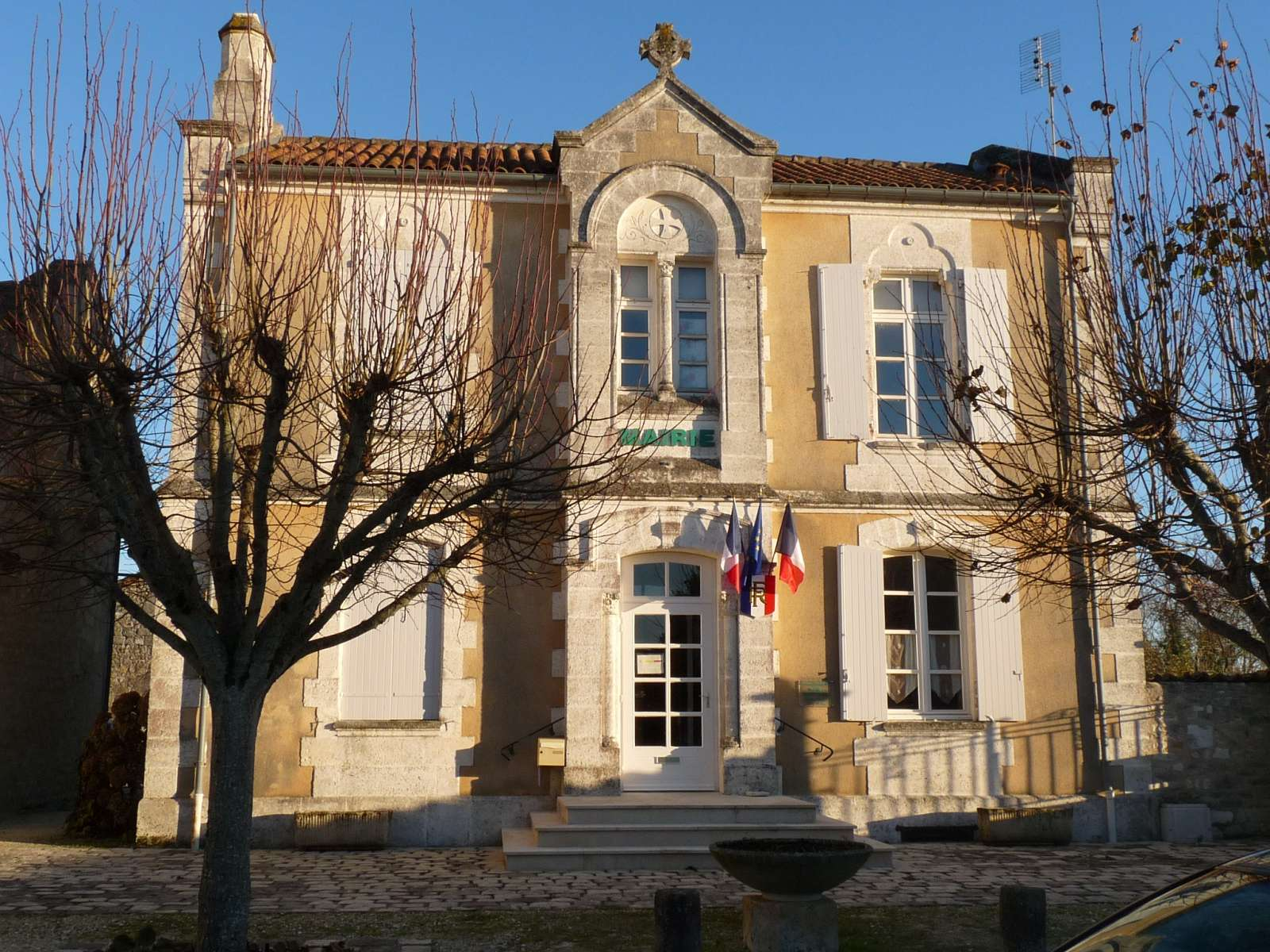
Мэрия
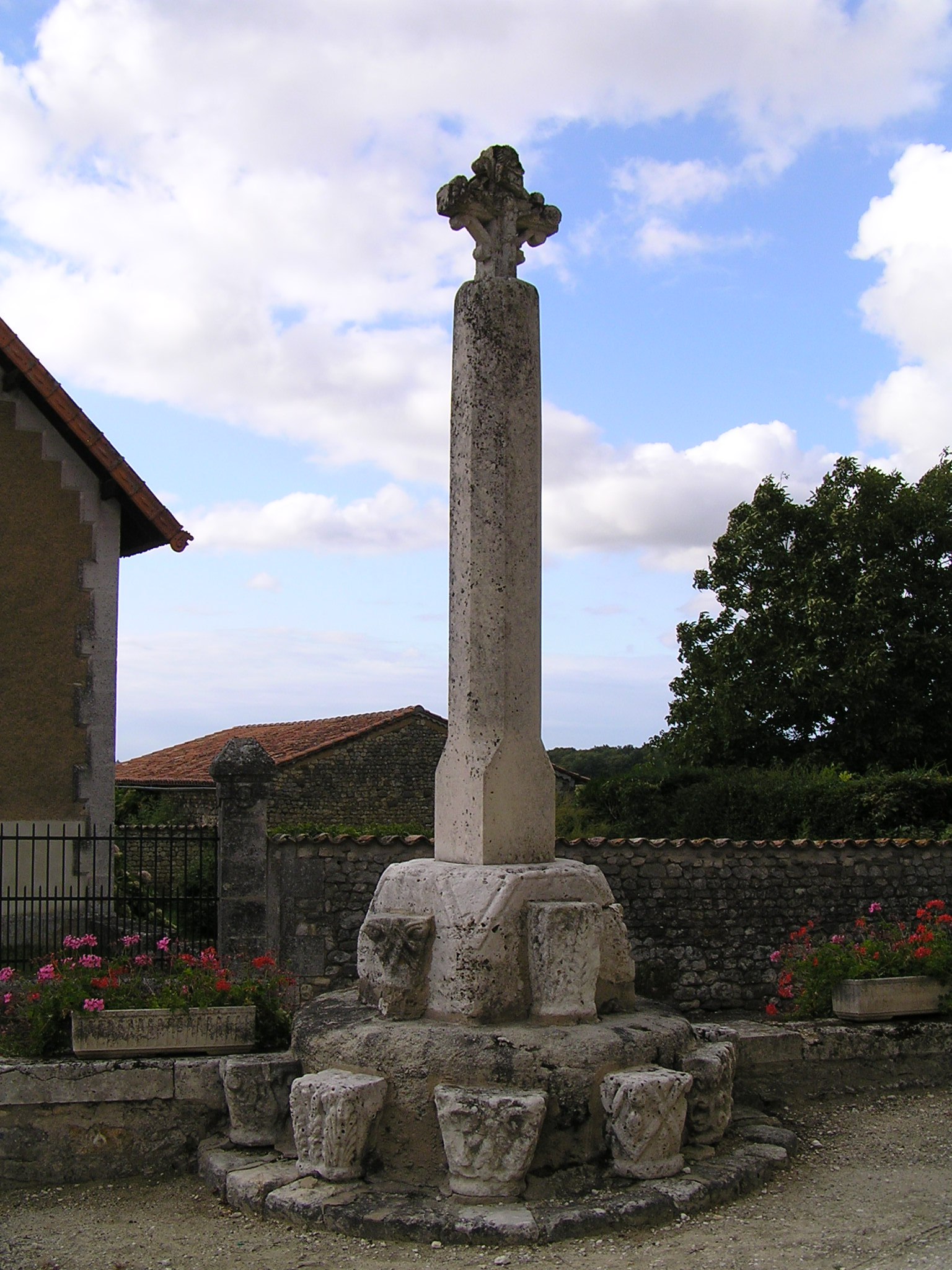
Крест